# Vaumara Rebelo
Pour les articles homonymes, voir Rebelo.
Vaumara Patricia Carriço Rebelo (née le 23 août 1991 à Luanda en Angola), est une reine de beauté angolaise, élue Miss Angola 2012,.